# Dar'ja Virolajnen
Dar'ja Leonidovna Virolajnen (in russo Дарья Леонидовна Виролайнен?; 24 gennaio 1989) è una biatleta russa naturalizzata finlandese dalla stagione 2023-2024.

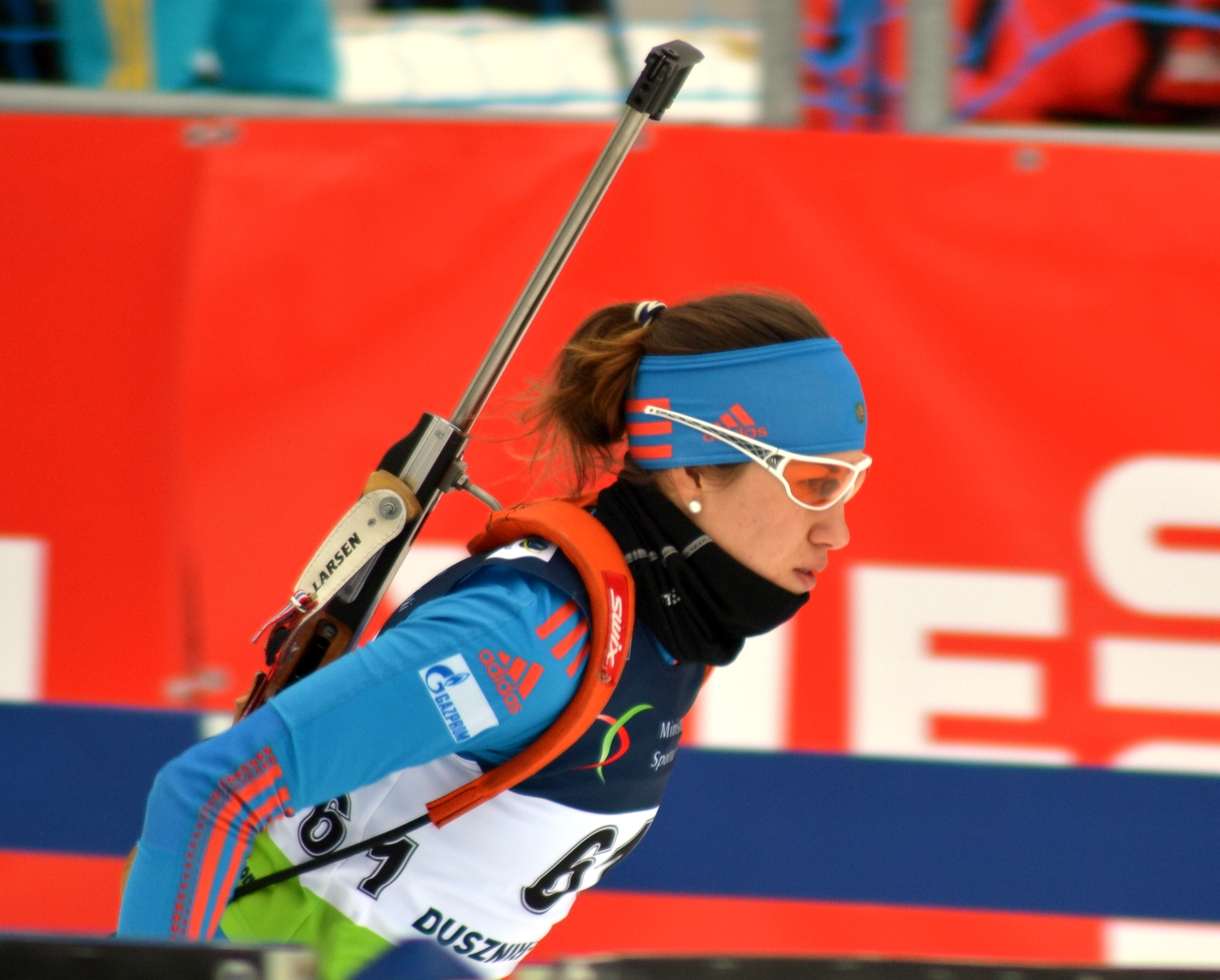
Virolajnen 2017

È sorella di Kristina Rezcova, a sua volta biatleta di alto livello, e figlia di Anfisa Rezcova, ex biatleta e fondista campionessa olimpica e mondiale; è indicata anche con la grafia finlandese Darja Virolainen.

## Biografia
In Coppa del Mondo ha esordito il 6 marzo 2014 a Pokljuka, subito ottenendo il primo podio (2ª). Ha esordito ai Campionati mondiali in occasione della rassegna iridata di Kontiolahti 2015, classificandosi 5ª nell'individuale, 21ª nella sprint, 16ª nell'inseguimento, 22ª nella partenza in linea e 4ª nella staffetta. Ai Mondiali di Nové Město na Moravě 2024 si è piazzata 30ª nella sprint, 47ª nell'inseguimento, 59ª nell'individuale e non ha completato la staffetta.

## Palmarès

### Universiadi
- 2 medaglie:
  - 1 oro (individuale a Erzurum 2011)
  - 1 argento (inseguimento a Erzurum 2011).

### Coppa del Mondo
- Miglior piazzamento in classifica generale: 30ª nel 2016
- 2 podi (entrambi individuali):
  - 2 secondi posti